# Коста Аргиров
Коста Аргиров е деец на Българската комунистическа партия.

## Биография
Коста Аргиров е роден в 1905 година в Македония. Семейството му емигрира в България и се установява в Пловдив. Работи като тютюноработник. В 1921 година става член на Българския комунистически младежки съюз. С Крум Петров, Никола Балканджиев, Иван Попов отговаря за Хаджи Хасан махала. В навечерието на Септемврийското въстание в 1923 година е арестуван на 20 септември. В началото на 1924 година на конференция в манастира „Свети Георги“ е избран за член на Окръжния комитет на БКМС с ресор агитация и пропаганда заедно с Йордан Карапетков — секретар, Борис Димитров - окръжен организатор, Коста Чекаларов - завеждащ военната организация, Атанас Георгиев (заместен по-късно от Петър Челебиев) и Димитър Ангелов Карадимов - представител на ОК на БКП. В 1925 година става член на БКП. В 1926 година е арестуван за революционна дейност и лежи в затвора до 1929 година. От 1929 до 1930 година е сътрудник на Централния комитет на БКП. Участва в нелегалната комунистическа дейност до Деветосептемврийския преврат в 1944 година. Деец е на Вътрешната македонска революционна организация (обединена).
Оставя спомени.